# Recopa Sudamericana 2021
De Recopa Sudamericana 2021 was de 29ste editie van de Zuid-Amerikaanse supercup die jaarlijks gespeeld wordt in het Zuid-Amerikaanse voetbal tussen de winnaars van de CONMEBOL-competities Copa Libertadores en Copa Sudamericana.

## Gekwalificeerde teams
| Team               | Kwalificatie                   | Vorige deelnames |
| ------------------ | ------------------------------ | ---------------- |
| Palmeiras          | Winnaar Copa Libertadores 2020 | geen             |
| Defensa y Justicia | Winnaar Copa Sudamericana 2020 | geen             |

## Wedstrijdinfo

### 1e wedstrijd
|                                |                    |     |                             | |
| 7 april 2021 21:30 uur (UTC-3) | Defensa y Justicia | 1–2 | Palmeiras                   | Estadio Norberto Tomaghello, Florencio Varela Toeschouwers: 0 Scheidsrechter: Andrés Rojas ( Colombia) |
| 7 april 2021 21:30 uur (UTC-3) | Romero 58'         |     | Rony 16' Gustavo Scarpa 75' | Estadio Norberto Tomaghello, Florencio Varela Toeschouwers: 0 Scheidsrechter: Andrés Rojas ( Colombia) |

### 2e wedstrijd
|                                 |                                                 |     |                                   |                                                                                   |
| 14 april 2021 21:30 uur (UTC-3) | Palmeiras                                       | 1–2 | Defensa y Justicia                | Estádio Nacional de Brasília, Brasília Scheidsrechter: Leodán González ( Uruguay) |
| 14 april 2021 21:30 uur (UTC-3) | Raphael Veiga 22' (pen.)                        |     | Romero 30' Benítez 90+3'          | Estádio Nacional de Brasília, Brasília Scheidsrechter: Leodán González ( Uruguay) |
| 14 april 2021 21:30 uur (UTC-3) | Strafschoppen                                   |     |                                   | Estádio Nacional de Brasília, Brasília Scheidsrechter: Leodán González ( Uruguay) |
| 14 april 2021 21:30 uur (UTC-3) | Gabriel Menino Luiz Adriano Gómez Rony Weverton | 3–4 | Frías Merentiel Isnaldo Fernández | Estádio Nacional de Brasília, Brasília Scheidsrechter: Leodán González ( Uruguay) |